# 拓跋平原
拓跋 平原（たくばつ へいげん、生年不詳 - 487年）は、北魏の皇族。武昌王。道武帝の曾孫にあたる。

## 経歴
武昌王拓跋提の長男として生まれた。武昌王の爵位を嗣いだ。献文帝のとき、柔然を撃退して功績を挙げた。仮節・都督斉兗二州諸軍事・鎮南将軍・斉州刺史に任ぜられた。
471年、司馬小君が晋の後裔を自称して、平陵を拠点に3000人あまりを集め、年聖君を号した。平原は司馬小君を討って捕らえ、平城に送って斬った。473年、劉挙が天子を自称して民衆を扇動すると、平原は劉挙を討って斬った。斉州で飢饉が起こると、平原は私蔵していた米3千斛あまりを粥にして、民衆にふるまった。斉州の民の韓凝之らが宮廷を訪れて平原を称揚すると、孝文帝はこれを見て感嘆した。
平原が平城に帰還すると、連年にわたって軍を率いて漠南に駐屯し、柔然に備えた。のちに都督雍秦梁益四州諸軍事・征南大将軍・開府・雍州刺史となり、長安に駐屯した。487年、死去した。諡は簡王といった。

## 子女
- 元和（字は善意、出家して武昌王位を弟の元鑑に譲り、元鑑の死後に武昌王位を襲爵、輔国将軍・涼州刺史、東郡太守となる）
- 元鑑（字は紹達、武昌王）
- 元栄（字は瓫生、羽林監）
- 元亮（字は辟邪、威遠将軍・羽林監）
- 元馗（字は道明、安西将軍・東秦州刺史）

## 伝記資料
- 『魏書』巻16 列伝第4
- 『北史』巻16 列伝第4